# Radical 120
Radical 120 (U+2F77)
Le radical 120 (糸) signifiant « fil » ou « soie » est un radical de Kangxi (ou clef) composé de 6 traits. C'est aussi un sinogramme à part entière. C'est une clef parmi les plus fréquentes. Elle se place à gauche sous forme simplifiée, en bas ou à gauche en forme pleine. C'est un clef sémantique regroupant toutes sortes de choses faites en fil (généralement de soie) ou plus rarement en corde, ou des caractéristiques associées à des fils (embrouillé, etc.), ou des actions liées à des choses en fil (repriser, pêche à la ligne, etc.). En position de clef à gauche, le tracé se simplifie souvent en une variante où les trois traits du bas se simplifient en trois points. Une simplification plus poussée fusionne ces trois points en un simple trait remontant, et supprime le point précédent, réduisant le tracé à trois traits.

## Évolution graphique

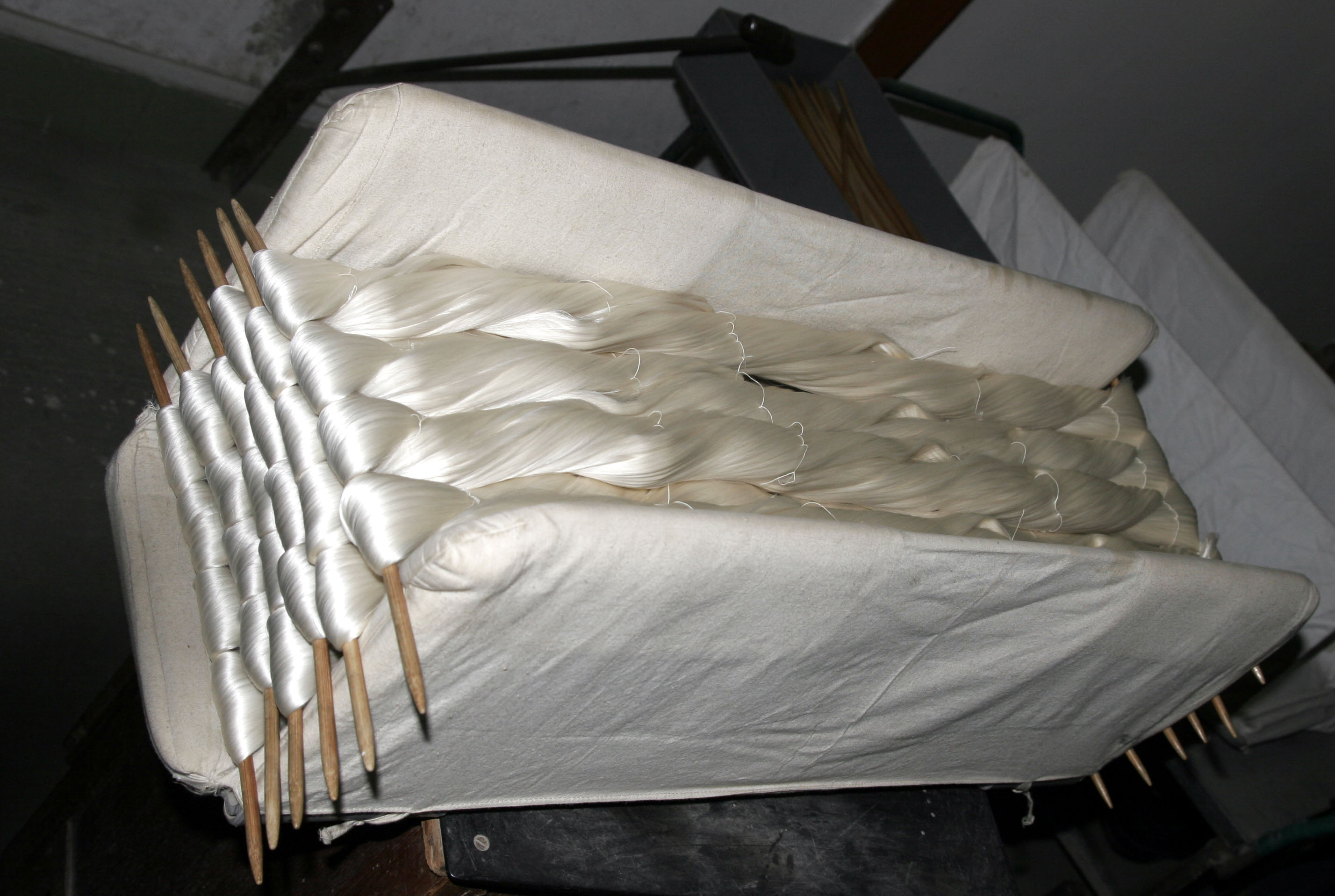
Fils de soie
Écriture ossécaille
Style bronze
Petit style sigillaire

## Radical
Le radical 120 est appelé différemment selon la langue :
- Chinoise : 絞絲旁・絞絲底
- Coréen : 실사부（sil sa bu、いとの絲部、「絲」の音訓から）
- Japonais : いと・いとへん

## Sinogramme
Le radical 120 est aussi un sinogramme, prononcé différemment selon la langue :
- Chinois classique
  - Guangyun : 莫狄 (Fanqie), 錫韻, Ton d'entrée
  - Dynastie Song : 錫韻, Ton d'entrée
  - 36 initiales : 明母
- Chinois moderne
  - Mandarin standard : pinyin : mì
  - Cantonais : Jyutping : mik6
- Coréen : 멱 (myeok), 가는 실 (ganeun sil)
- Japonais : ベキ (漢音), ミャク (呉音)

## Enseignement
Au Japon, il fait partie des Kyōiku kanji/1re année.

## Prononciation en tant que caractère
- Chinois : 
  - Mandarin : 
    - 1. pinyin : mì, zhuyin : ㄇㄧˋ
    - 2. pinyin : sì, zhuyin : ㄙˋ
- Japonais : Il se lit シ (shi) en lecture on et いと (ito) en lecture kun.

## Utilisation comme caractère

### En japonais
- 糸目 : fil, ficelle.
- 糸竹 : cordes et bambou (musique)
- 糸車 : rouet
- 糸電話 : téléphone, fait de deux boites et d'un fil.
- 麻糸 : fil de chanvre.
- 毛糸 : fil de laine.
- 蚕糸 : fil de soie.

## Sinogrammes avec le radical 120
| traits                 | sinogrammes |
| ---------------------- | --- |
| sans trait additionnel | 糸 糹 |
| 1 trait additionnel    | 糺 系 |
| 2 traits additionnels  | 䊵 糼 糽 糾 糿 |
| 3 traits additionnels  | 䊶 䊷 䊸 䊹 䌶 紀 紁 紂 紃 約 紅 紆 紇 紈 紉 |
| 4 traits additionnels  | 䊺 䊻 䊼 䊽 䊾 䊿 䋀 䋁 䋂 䋃 䋄 䋅 䋆 䋇 䌸 紊 紋 紌 納 紎 紏 紐 紑 紒 紓 純 紕 紖 紗 紘 紙 級 紛 紜 紝 紞 紟 素 紡 索 紣 紤 紥 紦 紧 索 紐                                                                            |
| 5 traits additionnels  | 䋈 䋉 䋊 䋋 䋌 䋍 䋎 䋏 䋐 䋑 䋒 䋓 䋔 䌷 䌹 紨 紩 紪 紫 紬 紭 紮 累 細 紱 紲 紳 紴 紵 紶 紷 紸 紹 紺 紻 紼 紽 紾 紿 絀 絁 終 絃 組 絅 絆 絇 絈 絉 絊 絋 経 累                                                          |
| 6 traits additionnels  | 䋕 䋖 䋗 䋘 䋙 䋚 䋛 䋜 䋝 䋞 絍 絎 絏 結 絑 絒 絓 絔 絕 絖 絗 絘 絙 絚 絜 絝 絞 絟 絠 絡 絢 絣 絤 絥 給 絧 絨 絩 絪 絫 絬 絭 絮 絯 絰 統 絲 絳 絴 絵 絶 絷                                                             |
| 7 traits additionnels  | 䋟 䋠 䋡 䋢 䋣 䋤 䋥 䋦絛 絸 絹 絺 絻 絼 絽 絾 絿 綀 綁 綂 綃 綄 綅 綆 綇 綈 綉 綊 綋 綌 綍 綎 綏 綐 綑 綒 經 綔 綕 綖 綗 綘 継 続 綛 緐                                                                                |
| 8 traits additionnels  | 䋧 䋨 䋩 䋪 䋫 䋬 䋭 䋮 䋯 䋰 䋱 䋲 綜 綝 綞 綟 綠 綡 綢 綣 綤 綥 綦 綧 綨 綩 綪 綫 綬 維 綮 綯 綰 綱 網 綳 綴 綵 綶 綷 綸 綹 綺 綻 綼 綽 綾 綿 緀 緁 緂 緃 緄 緅 緆 緇 緈 緉 緊 緋 緌 緍 緎 総 緑 緒 緔 緕 綠 綾       |
| 9 traits additionnels  | 䋳 䋴 䋵 䋶 䋷 䋸 䋹 䋺 䋻 䋼 䋽 䋾 䋿 䌀 䌁 䌂 䌃 䌄 䌾 䌿 緓 緖 緗 緘 緙 線 緛 緜 緝 緞 緟 締 緡 緢 緣 緤 緥 緦 緧 編 緩 緪 緫 緬 緭 緮 緯 緰 緱 緲 緳 練 緵 緶 緷 緸 緹 緺 緻 緼 緽 緾 緿 縀 縁 縂 縃 縄 縅 縆 縇 練 |
| 10 traits additionnels | 䌅 䌆 䌇 䌈 䌉 䌊 䌋 䍀 縈 縉 縊 縋 縌 縍 縎 縏 縐 縑 縒 縓 縔 縕 縖 縗 縘 縙 縚 縛 縜 縝 縞 縟 縠 縡 縢 縣 縤 縥 縦 縧 縨                                                                                              |
| 11 traits additionnels | 䌌 䌍 䌎 䌏 䌐 䌑 䌒 䌓 䌔 䌕 縩 縪 縫 縬 縭 縮 縯 縰 縱 縲 縳 縴 縵 縶 縷 縸 縹 縺 縻 縼 總 績 縿 繀 繁 繂 繃 繄 繅 繆 繇 繉 繊 繌 繍 縷                                                                               |
| 12 traits additionnels | 䌖 䌗 䌘 䌙 䌚 䌛 繈 繎 繏 繐 繑 繒 繓 織 繕 繖 繗 繘 繙 繚 繛 繜 繝 繞 繟 繠 繡 繢 繣 繤 繥 繧 繱 |
| 13 traits additionnels | 䌜 䌝 䌞 䌟 䌠 䌡 䌢 䍁 繋 繦 繨 繩 繪 繫 繬 繭 繮 繯 繰 繲 繳 繴 繵 繶 繷 繸 繹 繺 |
| 14 traits additionnels | 䌣 䌤 䌥 䌦 䌧 繻 繼 繽 繾 繿 纀 纁 纂 纃 |
| 15 traits additionnels | 䌨 䌩 纄 纅 纆 纇 纈 纉 纊 纋 續 纍 纎 纏 纐 |
| 16 traits additionnels | 䌪 䌫 䌬 䌭 纑 纒 |
| 17 traits additionnels | 䌮 纓 纔 纕 纖 |
| 18 traits additionnels | 䌯 䌰 䌱 䌲 纗 |
| 19 traits additionnels | 䌳 䌴 纘 纙 纚 |
| 21 traits additionnels | 䌵 纜 纝 |
| 23 traits additionnels | 纞 |